# Jimmy Duncan
Pour les articles homonymes, voir Duncan, Jimmy Duncan (homme politique), James Duncan (athlète) et James Duncan (homme politique).

a Compétitions nationales et continentales officielles uniquement.

b Matchs officiels uniquement.
James Duncan dit Jimmy Ducan, né le 12 novembre 1869 à Dunedin et mort le 19 octobre 1953 dans la même ville, est un joueur de rugby à XV qui a joué avec l'équipe de Nouvelle-Zélande. Il évolue au poste de troisième ligne aile (voltigeur alors, la mêlée est en 2-3-2 avec un soutien, le voltigeur) ou de centre.  

## Carrière
Il a joué avec la province d'Otago  de 1887 à 1903.
Il a disputé son premier test match avec l'équipe de Nouvelle-Zélande le 15 août 1903 contre l'équipe d'Australie. C'est aussi son dernier test-match. Jimmy Duncan a trente-quatre ans. et c'est seulement le premier test match joué par la Nouvelle-Zélande : il se déroule le 15 août 1903 contre l'équipe d’Australie au Sydney Cricket Ground, les Néo-zélandais l’emportent par 22-3.
Jimmy Duncan est alors le capitaine et il devient l'entraîneur de l'équipe en 1904, 1905 et 1906.
Il participe à la tournée des Originals, équipe représentant la Nouvelle-Zélande en tournée en Grande-Bretagne en 1905, en France et en Amérique du Nord en 1906, comme entraîneur. 
Il arbitrera un match en 1908 entre la Nouvelle-Zélande et les Anglo-gallois.

## Statistiques en équipe nationale
- 1 sélection avec l'Équipe de Nouvelle-Zélande de rugby à XV (capitaine)
- Sélection par année : 1 en 1903
- Nombre total de matchs avec les All Blacks : 10 (7 comme capitaine)